# Mawra Petrowna Sokolowa
Mawra (Maura) Petrowna Sokolowa (russisch Мавра Петровна Соколова; geb. am 16. April 1786 in St. Petersburg; gest. am 25. März 1856 in Weimar) war eine russische Kammerfrau.

## Leben
Mawra Petrowna Sokolowa war ständige Dienerin und Begleiterin der gleichaltrigen Großherzogin Maria Pawlowna. Nachdem Maria Pawlowna 1804 Carl Friedrich von Sachsen-Weimar-Eisenach geheiratet hatte, begleitete Sokolowa sie aus dem russischen Sankt Petersburg nach Weimar. Sie stand im hohen gesellschaftlichen Ansehen und war oft bei Goethe zu Gast. Davon gibt es bei Goethe zumindest einen Tagebucheintrag vom 27. Mai 1829, in dem er vermerkte: »Ich fuhr um 10 Uhr auf’s Schloss, wo mir Demoiselle Sokolow die sämmtlichen Schätze des Trousseaus vorzeigte. Ein Anblick wie aus der Tausend und Einen Nacht«. Das, was Goethe gezeigt wurde, war die Brautausstattung Maria Pawlownas.
Mawra Petrowna Sokolowa's Grab befindet sich auf dem Historischen Friedhof Weimar im Umfeld der Fürstengruft. Es ist ein hellgraues Steinkreuz mit leicht spitz zulaufenden Enden auf einem quadratischen Sockel mit einer eingelassenen hellen Marmorplatte mit goldener Aufschrift. Der Sockel ehrt die Kammerfrau auf dem eingelassenen Schriftfeld in goldenen Buchstaben folgendermaßen: „eine treue Dienerin u Begleiterin/Ihro Kaiserl. Hoheit der Frau/Großherzogin-Großfürstin./Die erste Kamerfrau/MAWRA PETROWNA/SOKOLOWA“. Unter dieser Widmung stehen ihre Lebensdaten.